# Хербрехтинген
Хербрехтинген (нем. Herbrechtingen) — город в Германии, в земле Баден-Вюртемберг. 
Подчинён административному округу Штутгарт. Входит в состав района Хайденхайм.  Население составляет 13 078 человек (на 31 декабря 2010 года). Занимает площадь 58,63 км². Официальный код  —  08 1 35 020.
Город подразделяется на 6 городских районов.